# العلاقات العمانية الفلسطينية
العلاقات العمانية الفلسطينية هي العلاقات الدولية بين سلطنة عمان ودولة فلسطين. لسلطنة عُمان ممثلية دبلوماسية في رام الله، ولفلسطين سفارة في مسقط. تيسير جرادات هو سفير دولة فلسطين لدى سلطنة عمان.
سلطنة عُمان لا تعترف بدولة إسرائيل وترفض ذلك حتى يتم حل القضية الفلسطينية. وذكرت أن إنشاء دولة فلسطينية مستقلة أمر ضروري لتطبيع العلاقات مع إسرائيل.

## التاريخ
سعيد بن تيمور، سلطان عُمان الأسبق، لم يسمح للفلسطينيين بدخول سلطنة عمان.
في عام 1988، اعترفت عُمان بدولة فلسطين، وفي عام 1989 زار ياسر عرفات عُمان.
في عام 1995، اتفقت عمان وفلسطين على فتح مراكز دبلوماسية في عُمان والضفة الغربية.
زار معالي يوسف بن علوي بن عبد الله الوزير المسؤول عن الشؤون الخارجية العماني الرئيس محمود عباس في رام الله في أكتوبر 2018.  وفي العام نفسه، قام بنيامين نتنياهو ، رئيس وزراء إسرائيل، بزيارة عمان.
في يونيو 2019، أعلنت عُمان عن خطط لفتح ممثلية دبلوماسية لها في رام الله، وقام وفد دبلوماسي بزيارة رام الله في أغسطس 2019 لبدء الإجراءات الرسمية.
في عام 2020، صوت البرلمان العماني على تجريم التطبيع مع إسرائيل.
شاركت عُمان في اجتماع استثنائي لمنظمة التعاون الإسلامي عقب الحرب الفلسطينية الإسرائيلية عام 2023 ودعت إلى إقامة دولة فلسطينية مستقلة وإنهاء الاحتلال الإسرائيلي. ووصفت الاحتلال الإسرائيلي للأراضي الفلسطينية بأنه غير قانوني، وكررت دعمها لحل الدولتين. ودعت إلى إجراء تحقيق محايد في تصرفات إسرائيل في الحرب.